# يوشيتاكا كوموري
يوشيتاكا كوموري (باليابانية: 小森由貴) هو لاعب كرة قدم ياباني في مركز الوسط، ولد في 27 مارس 1987 في يوكوهاما في اليابان. لعب مع نادي ألبيريكس نيغاتا.

## وصلات خارجية
- يوشيتاكا كوموري على موقع قاعدة بيانات كرة القدم.إي يو (الإنجليزية)
- يوشيتاكا كوموري على موقع ناشيونال فوتبول تيمز (الإنجليزية)
- يوشيتاكا كوموري على موقع Soccerway.com (الإنجليزية)